# Телегин, Илья Игоревич
Илья́ И́горевич Теле́гин (22 января 1981) — узбекский и российский футболист, полузащитник.

## Биография
Воспитанник узбекского футбола. Карьеру начал в 2000 году в клубе высшего узбекского дивизиона «Кимёгар», который в 2001 покинул элитную лигу. Отыграв год во втором по значимости дивизионе в стране, в 2003 году перебрался в Россию. Играл за «Химки», «Анжи». С 2005 года был игроком «Металлурга» из Липецка. В этой команде играл до 2009 года. Следующий сезон начал в КФК, играя за «Елец», но в середине сезона перебрался в ивановский «Текстильщик».
После окончания сезона 2011/12 Телегин потерял право выступать во втором дивизионе из-за ужесточения правил на легионеров - он был заигран за олимпийскую сборную Узбекистана. Клуб и футболист подали протест на его дисквалификацию. На время, пока шли судебные разборки, Телегин для поддержания спортивной формы играл в вичугском «Кооператоре».
В 2013 году завершил карьеру. Играл в Липецкой любительской лиге.